# Goizeder Victoria Azúa Barríos
Goizeder Victoria Azúa Barríos (San Felipe, 23 de fevereiro de 1984) é uma modelo da Venezuela que venceu o concurso de Miss Internacional 2003.
Ela foi a quarta de seu país a vencer este concurso.

## Biografia
Depois de seu reinado, Goizeder tornou-se apresentadora de TV, tendo trabalhado como âncora na Televen.
Atualmente reside na Espanha, onde trabalha como jornalista.
É casada e tem dois filhos.

## Participação em concursos de Beleza

### Miss Venezuela 2002
Representando Carabobo, Goizeder ficou em segundo lugar no Miss Venezuela 2002, assim ganhando o direito de ir ao Miss Mundo 2002.

### Miss Mundo 2002
Em Londres, Goizéder avançou até o Top 10 no Miss Mundo 2002.

### Miss Internacional 2003
Goizeder foi indicada pelo então diretor do Miss Venezuela, Osmel Sousa, para ir ao Miss Internacional 2003, uma vez que devido à crise política na Venezuela, não se sabia se haveria concurso no país.
Em Tóquio, no dia 08 de outubro de 2003, derrotando outras 44 aspirantes, Goizéder levou a quarta coroa de Miss Internacional para seu país.
Ela também levou o prêmio de Miss Fotogenia.

## Curiosidade
Com a sua vitória, a Venezuela tornou-se o primeiro país a vencer o Miss Internacional quatro vezes. As vencedoras anteriores foram Nina Sicilia (1985), Consuelo Adler (1997) e Vivian Urdaneta (2000).